# Koronowo (công xã)
Gmina Koronowo là một Gmina thành thị-nông thôn (quận hành chính) ở Bydgoszcz, Kuyavian-Pomeranian Voivodeship, ở phía bắc miền trung Ba Lan. Khu hành chính của nó là thị trấn Koronowo, nằm cách khoảng 23 kilômét (14 mi) về phía bắc Bydgoszcz.
Gmina có diện tích 411,7 kilômét vuông (159,0 dặm vuông Anh), và tính đến năm 2006, tổng dân số của nó là 23.229 (trong đó dân số Koronowo lên tới 10.784, và dân số của vùng nông thôn của Gmina là 12.445).

## Làng
Ngoài thị trấn Koronowo, Gmina Koronowo chứa các làng và các khu định cư của Aleksandrowiec, Bieskowo, Buszkowo, Byszewo, Bytkowice, Dąbrowice, Drzewianowo, Dziedzinek, Glinki, Gogolin, Gogolinek, Gościeradz, Grabino, Huta, Iwickowo, Krąpiewo, Łakomowo, Lasko Nam, Laško Wielkie, Lipinki, Lucim, Mąkowarsko, Mąkowarsko PGR, Młynkowiec, Morzewiec, Nowy Dwór, Nowy Jasiniec, Okole, Osiek, Popielewo, Romanowo, Różanna, Salno, Samociążek, Sitowiec, Skarbiewo, Sokole-Kuźnica, Srebrnica, Stary Dwór, Stopka, Tryszczyn, Tryszczyn-Elektrownia, Tuszyny, Wierzchucin Królewski, Więzowno, Wilcza Góra, Wilcze, Wiskitno, Witoldowo và Wtelno.

## Gmina lân cận
Gmina Koronowo giáp với Gmina của Dobrcz, Gostycyn, Lubiewo, Osielsko, Pruszcz, Sicienko, Sośno và Świekatowo.